# کوماکو هارا
کوماکو هارا (انگلیسی: Komako Hara; ۶ فوریهٔ ۱۹۱۰ – ۲۸ دسامبر ۱۹۶۸) بازیگر اهل ژاپن بود.
از فیلم‌ها یا برنامه‌های تلویزیونی که وی در آن نقش داشته‌است می‌توان به زندگی اوهارو اشاره کرد.